# Vorspiel zum 3. Akt des Balletts "Aschenbrödel"
Vorspiel zum 3. Akt des Balletts "Aschenbrödel" (Förspel till akt III av baletten "Aschenbrödel") är ett orkesterverk utan opusnummer av Johann Strauss den yngre. Det framfördes första gången den 21 januari 1900 i Gyllene salen i Musikverein i Wien

## Historia
Den 5 mars 1898 stod det att läsa i tidningen Die Wage om en pristävling i syfte att få fram ett lämpligt balettlibretto till Johann Strauss. Tävlingen vände sig inte enbart till läsarna i Österrike; den 24 mars 1898 annonserade The London Musical Courier i London att "Johann Strauss ska skriva en ny och genomarbetad balett för Wiener Hofoper för att fira kejsarens jubileum nästa viner" och läsarna uppmanades att skicka in förslag på ett passande balettlibretto. Annonseringen gick över förväntan: över 700 förslag togs emot och juryn valde ut A. Kollmanns förslag till en modern version av sagan om Askungen (på tyska: Aschenbrödel)
Strauss satte igång med att komponera men uttryckte hur utmattande det var i ett brev till brodern Eduard Strauss sommaren 1898: "Jag har händerna fulla med baletten - Jag skriver så fingrarna blöder och kommer ändå ingen vart. Jag är på 40:e arket och har endast åstadkommit 2 scener". Trots att han nästan var färdig med orkestreringen och ändringarna till akt I, samt hade otaliga skisser och utkast i varierande stadier av fullbordan klara för de resterande två akterna, skulle han aldrig komma att fullborda sin balett. Efter hans död den 3 juni 1899 gick arbetet att slutföra partituret till balettdirigenten vid Wiener Hofoper, Josef Bayer. Bland de färdiga delarna av Aschenbrödel fanns ett "Vorspiel zum 3. Akt" (Förspel till akt III), vilken innehöll en av de sista valsmelodierna som Strauss skrev. Han var ännu i färd med att arbeta på sin balett bara några dagar före sina död, som hans änka Adèle senare mindes: "När jag kom hem den 27 maj [1899] fann jag min make vid tebordet samtalande med min dotter. Han var invirad i en överrock och klagade över kylan. Framför honom låg partituret till 'Aschenbrödel'. Med hjälp av tjänarna bar vi honom uppför trappan till sovrummet. Vi bäddade ned honom och jag gav honom en varm kopp te vilken han gladeligen drack".
Det första framförandet av Vorspiel zum 3. Akt des Balletts "Aschenbrödel" gavs vid en konsert anordnad av Gesellschaft der Musikfreunde den 21 januari 1900 i Gyllene salen i Musikverein. Konserten dirigerades av Richard von Perger och på programmet stod även Strauss Traumbild 1. Tidningen Illustriertes Wiener Extrablatt skrev om konserten den 22 januari: "Detta fragment från 'Aschenbrödel' var målat i de ljusaste färger och klingade som en musikalisk saga. Hur som inledningens knappt skönjbara viskningar och mummel gradvis växte sig starkare och mer levande som om de var spunna av silvertrådar, tills de slutligen bröt sig fria till en äkta Straussvals fylld av behag och makalös livsglädje - ingen Schubert skrev det, ingen Mozart komponerade det, och ändå är det fyllt av poesi".

## Om verket
Speltiden är ca 5 minuter och 10 sekunder plus minus några sekunder beroende på dirigentens musikaliska tolkning.